# Wolfgang Pötzsch
Wolfgang Pötzsch (* 23. Oktober 1947) ist ein ehemaliger deutscher Handballspieler und -trainer.

## Werdegang
Für die Nationalmannschaft der Deutschen Demokratischen Republik bestritt der Torwart 35 Länderspiele. In der DDR-Oberliga war Pötzsch Spieler des ASK Vorwärts Frankfurt, mit dem er Meister wurde und im Jahr 1975 den Sieg im Europapokal der Landesmeister errang.
Der Diplomsportlehrer führte als Trainer die Damen des ASK Vorwärts Frankfurt zum Gewinn von fünf Meistertiteln in der Deutschen Demokratischen Republik, des Weiteren errangen die Frankfurterinnen unter seiner Leitung sechsmal den Sieg im DDR-Pokalwettbewerb sowie 1985 und 1990 den Sieg im IHF-Pokal.
Von 1990 bis 1992 war er Trainer des Damen-Bundesligisten Buxtehuder SV. Im März 2007 trat er erneut das Traineramt bei den Buxtehuder Bundesliga-Damen an, die sich in dieser Zeit in Abstiegsgefahr befanden. Pötzsch gelang mit Buxtehude der Klassenerhalt, er blieb bis Ende Mai 2008 in Buxtehude.
Pötzsch arbeitete ebenfalls als Trainer für die Vereine ZAB Dessau (2. Liga Männer), SC DHfK Leipzig (2008/09, Männer), HC Dresden, EHV Aue (2. Liga Männer) und Stahl Eisenhüttenstadt. Ende August 2013 nahm Pötzsch das Traineramt beim SV Chemie Guben an, betreute dort die Damen und die Herren.
Im Sommer 2018 wurde er Trainer des Damen-Drittligisten Frankfurter HC, er blieb bis Ende Oktober 2019 im Amt, als er aus gesundheitlichen und familiären Gründen zurücktrat. Sein Sohn Timo war Torhüter, spielte unter anderem für den VfL Fredenbeck in der Handball-Bundesliga.